# Лейбористская партия (Сент-Китс и Невис)
Лейбористская партия (англ. Saint Kitts-Nevis Labour Party, SKNLP) — левоцентристская политическая партия в Сент-Китсе и Невисе, основанная в 1932 году как Рабочая лига Сент-Китса (St Kitts Workers' League). С 1966 года носила название Лейбористская партия Сент-Китса — Невиса — Ангильи. Старейшая действующая политическая партия в англоязычной Вест-Индии. Тесно связана с Профсоюзом Сент-Китса и Невиса. Консультативный член Социнтерна в 1992—2012 годах.

## Результаты выборов
Предшественница партии впервые выставила двух кандидатов в 1937 году. Лейбористская партия побеждала на всех выборах с 1940 по 1976 год, пока в 1980 году (уже после отделения Ангильи, что привело к смене названия партии) не перешла в оппозицию, хотя на выборах всё ещё получила большинство голосов и первое место.
С 1946 по 1978 год партию возглавлял ставший первым премьер-министром островов Роберт Брэдшоу, и наибольшего успеха она добивалась на Сент-Китсе, поскольку избиратели островов Невис и Ангилья, как правило, выбирали независимых кандидатов и местные партии. Лейбористы были единственной партией, участвовавшей в выборах 1952 года и завоевавшей все восемь мест с 84,7 % голосов. Они сохранили власть в 1957 году, хоть и уступили три места независимым кандидатам, а на четырёх выборах подряд в 1961, 1966, 1971 и 1975 годах каждый раз получали по 7 из 10 мест.
К власти партия вернулась по итогам парламентских выборов 1995 года, и её лидер Дензил Дуглас возглавлял правительство вплоть до 2015 года. Так, 25 января 2010 года на всеобщих выборах лейбористы получили 6 из 11 мест в парламенте, уступив одно место оппозиционному Движению народного действия. Дензил Дуглас был переизбран на свой пост. В 2013 году от неё откололась Народная лейбористская партия, которую возглавляет предыдущий премьер-министр Тимоти Харрис. Завоевав 6 из 11 мест на выборах 2022 года, Лейбористская партия вернулась к власти при премьере Терренсе Дрю. Эрл Асим Мартин стал новым председателем партии.

## Лидеры партии
- Роберт Лливеллин Брэдшоу, 1945—1978
- Пол Саутвелл, 1978—1979
- Ли Мур, 1979—1989
- Дензил Дуглас, 1989—2021
- Терренс Дрю, с 2021